# Vilhelm Fibiger
Kristian Vilhelm Kristoffer Fibiger (dødt Christian Vilhelm Christoffer Fibiger, født 11. februar 1886 i Årup, død 27. marts 1978 på Frederiksberg) var en dansk politiker (Konservative Folkeparti) og minister.
Vilhelm Fibiger var født i Årup i Thy som søn af skolelærer Peter Nicolaj Frost Fibiger og hustru Mathilde, født Friedrichsen. Han var valgt ind i Folketinget for Thisted Amt 1920-57, var formand for Det Konservative Folkeparti 1939-48, minister uden portefølje 1940, kirkeminister 1940-42, medlem af Nimandsudvalget 1943-45 og handelsminister 1945.
Vilhelm Fibiger var ejer af herregården Øland i Thy, fra 1909 til 1948, hvor gården blev overtaget af hans søn. Vilhelm blev gift 2 gange. (gift 1. gang 1909 med Astrid Johanne Klint Sørensen (d. 1941) og 2. gang 1942 med Esther Hvidbjerg.)